# Sloveense Mark
De Sloveense Mark of Sloveense Krajina (Prekmurees en Sloveens: Slovenska Krajina, Hongaars: Vendividék, Szlovenszka Krajina, Szlovén Krajina) is een historisch gebied in het huidige Slovenië en Hongarije en lag in de Hongaarse comitaten Vas en Zala. 
Deze Sloveense Mark bestond tussen de late 18e eeuw en 1919 (Verdrag van Trianon). Het gebied besloeg voor twee derde het huidige Prekmurje in Slovenië en een derde het gebied tussen de Hongaars-Sloveense grens en het Hongaarse stadje Szentgotthárd. In dit grensgebied (Hongarije) bevindt zich nog steeds een Sloveense minderheid. In het Hongaars wordt dit Vendividék genoemd, in het Sloveens Porabje (land nabij de Rába-rivier).
Dit gebied moet niet worden verward met de Windische Mark in het zuidoosten van het huidige Slovenië.

## Ontstaan naam
Het woord mark betekent in deze context grensgebied.
Het gebied tussen de Mur en de Rába wordt sinds de 10e eeuw bewoond door Slovenen. Dit gebied hoorde bij het Koninkrijk Hongarije. Van dit gebied lag het grootste deel in het comitaat Vas, het gebied rond Lendava en Beltinci behoorde tot het comitaat Zala.
In de 12e eeuw creëerde de toenmalige bisschop van Győr, waar dit gebied toen onder viel, tot een decanaat met de naam Tótsag, tót betekent 'Slavisch' in het Hongaars. De Slovenen noemde het gebied: Szlovenszka Okroglina. Vanaf 1778 werd het gebied overgeheveld naar het toen net gecreëerde Bisdom Szombathely. De toenmalige bisschop maakte er een district van en noemde het Vendividék, vandaar de naam in het Hongaars.